# Sân bay Asahikawa
Sân bay Asahikawa (旭川空港 Asahikawa Kūkō) (IATA: AKJ, ICAO: RJEC), là một sân bay khu vực ở Hokkaidō, Nhật Bản, nằm giữa các thành phố Asahikawa và Higashikagura. Sân bay này có 1 đường băng dài 2500 m. Đây là sân bay hạng 2 của Nhật Bản.

## Các hãng hàng không và các tuyến điểm
- Air Do (Tokyo-Haneda)
- All Nippon Airways (Nagoya-Chubu, Tokyo-Haneda)
- Asiana Airlines (Seoul-Incheon)
- Cathay Pacific Airways (Hong Kong) (thuê bao)
- China Airlines
  - Mandarin Airlines (Taipei-Taoyuan)[3]
- Hokkaido Air System (Hakodate, Kushiro)
- Japan Airlines (Osaka-Itami, Osaka-Kansai, Tokyo-Haneda) [4]